# Ida Seele

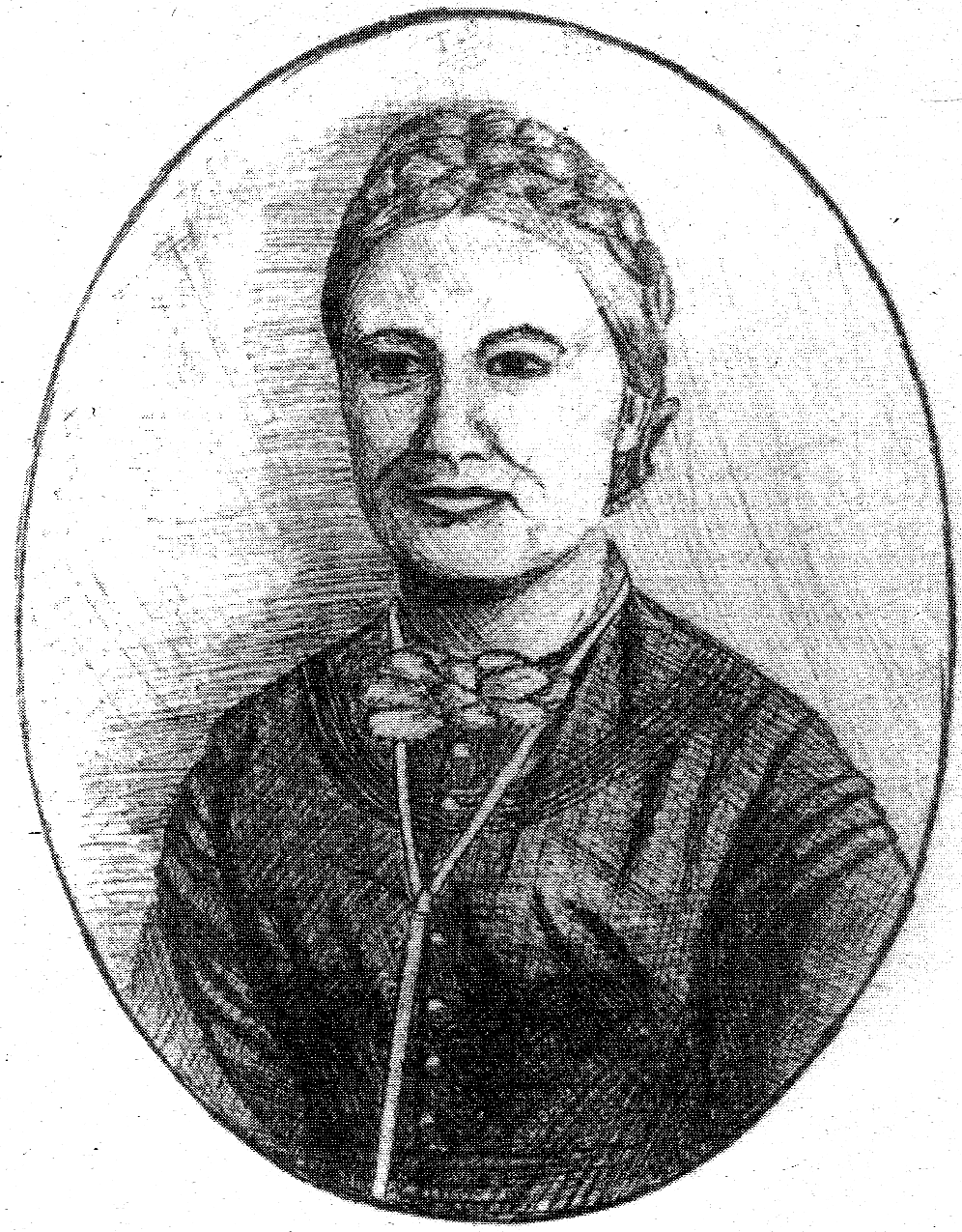
Ida Seele, Zeichnung nach Original von ca. 1885

Ida Seele, verheiratete Vogeler (* 20. April 1825 in Nordhausen, Thüringen; † 15. Oktober 1901 ebenda), war die erste Fröbelkindergärtnerin.

## Leben und Wirken
Johanne Friederike Ida Seele wuchs, von schwächlicher Gesundheit, als siebtes Kind in ärmlichen Verhältnissen auf. Sie verlor schon in früher Kindheit ihre Mutter. Sie wäre gerne Lehrerin geworden, konnte aber diesen Beruf aus Geldmangel nicht ergreifen. 1843 ging sie im Alter von 18 Jahren zu Friedrich Fröbel, dem Begründer des Kindergartens, nach Blankenburg, um sich zur Kindergärtnerin ausbilden zu lassen. Nach Abschluss der Ausbildung übertrug ihr Fröbel die Leitung seines 1840 im Ort gestifteten ersten Kindergartens. Nur kurze Zeit war sie dort tätig, da der Kindergarten wegen „mangelnder Feuerung“ seinen Betrieb einstellen musste.
Auf Anraten ihres Lehrmeisters zog Ida Seele nach Darmstadt, wo sie 14 Jahre lang in einer Kleinkinderschule arbeitete. Danach war sie für kurze Zeit als Leiterin einer Höheren Mädchenschule in Landsberg an der Warthe angestellt, bevor sie 1860 nach Berlin übersiedelte. Dort leitete sie mehrere Kindergärten und unterrichtete am Kindergärtnerinnenseminar des Berliner Frauenvereins zur Beförderung Fröbel’scher Kindergärten. Sie gab Theoretisch-praktische Vorführungen der Fröbelschen Spiel- und Beschäftigungsmittel und Erzählstunden. Daneben engagierte sie sich in der Berliner „Freien Gemeinde“.
Ida Seele publizierte einige kleine Schriften. 1862 erschienen die Erzählungen für Kinder von zwei bis sieben Jahren. Zum Gebrauch im Hause, im Kindergarten und in der Kleinschule, denen einiger Erfolg beschieden war. 1864 Gedichte für das erste Kindesalter zum Gebrauch im Hause, für den Kindergarten und die Kleinkinderschule, später „Erinnerungen an Friedrich Fröbel“.
Im Jahr 1865 heiratete Ida Seele Wilhelm Vogeler. Mit ihm kehrte sie 1879 im Alter von 54 Jahren nach Nordhausen zurück. Sie starb dort am 15. Oktober 1901 an den Folgen einer Lungenentzündung. Ihr Grabstein erhielt die Inschrift: „Hier ruht die erste Kindergärtnerin der Welt – genannt Fröbel Ida“.

## Erinnerung

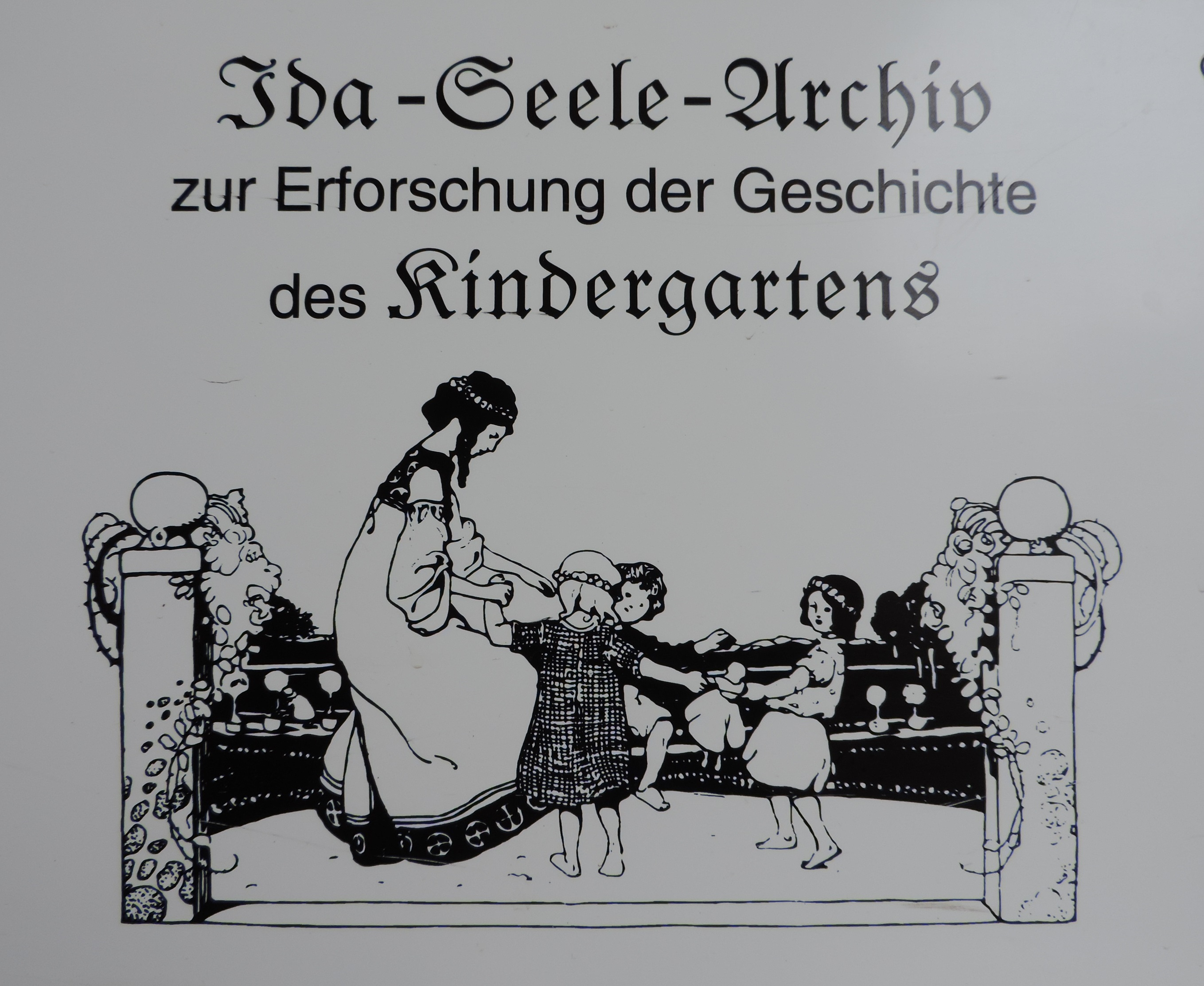
Logo des Ida-Seele-Archivs

In Nordhausen trägt der Kindergarten Ida Vogeler-Seele den Namen der Pädagogin; in Darmstadt gibt es einen Ida-Seele-Weg. In Dillingen an der Donau bewahrt das seit 1993 bestehende Ida-Seele-Archiv zur Erforschung des Kindergartens und der Sozialpädagogik/-arbeit den Nachlass von Ida Seele. Am 19. Dezember 2007 wurde für sie in Nordhausen ein Denkmal aufgestellt.

## Schriften
- Erzählungen für Kinder von zwei bis sieben Jahren. Zum Gebrauch im Hause, im Kindergarten und in der Kleinkinderschule. Leipzig 1862.
- Gedichte für das erste Kindesalter zum Gebrauch im Hause, für den Kindergarten und die Kleinkinderschule. Berlin 1864.
- Plauderstoffe. Bilder aus dem Kinderleben für Kindergarten und Elternhaus. Leipzig 1883.

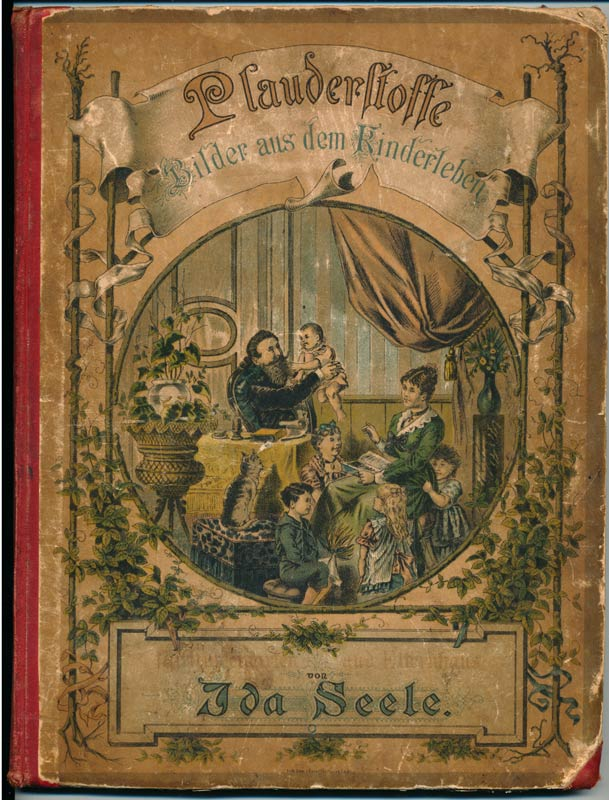
"Plauderstoffe" (1883)

- Meine Erinnerungen an Friedrich Fröbel. In: Kindergarten. Jhg. 27, 1886, S. 20–22, 36–41, 53–57, 70–75,  83–87, 118–123, 132–136, 145–149, 165–170, 179–181.
- Meine Erinnerungen an Friedrich Fröbel. In: Kindergarten. Jhg. 28, 1887, S. 4–6, 21–24, 33–36, 52–59, 68–72, 84–88, 100–102, 116–121, 129–132, 147–152, 164–166, 177–180.
- Meine Erinnerungen an Friedrich Fröbel. In: Kindergarten. Jhg. 29, 1888, S. 5–7, 22–24, 33–35, 53–57, 71–73, 84–87, 117–121, 135–18, 148–150, 166–171, 177–186.
- Kleine Bilder. In: Kindergarten. Jhg. 30, 1889, S. 17–19.
- Aus meiner Studienzeit bei Friedrich Fröbel. In: Kindergarten. Jhg. 32, 1891, S. 68–69.
- Das Falten des kleinen Zauberstabes. In: Kindergarten. Jhg. 33, 1892, S. 84–86.
- Erinnerungen an Frau Baronin Bertha von Marenholtz-Bülow. In: Kindergarten. Jhg. 34, 1893, S. 65–68.